# Nébuleuse de la Rosette
La nébuleuse de la Rosette, aussi connue comme Caldwell 49, est une vaste région HII située à quelque 4 700 années-lumière du système solaire en direction de la constellation de la Licorne. NGC 2237 a été découvert par l'astronome américain Lewis Swift en 1865.

## Caractéristiques de la nébuleuse
La taille angulaire de la Rosette est de 130’ × 110’ et, à la distance estimée de cette nébuleuse en émission, elle s’étend sur 130 années-lumière dans sa plus grande dimension. Ces chiffres s'appliquent à l'ensemble de la nébuleuse et non à NGC 2237 qui n'en est qu'une partie. Selon le site SEDS, la taille de NGC 2237 est de 80' × 50'. On estime la masse de la nébuleuse de la Rosette à environ 10 000 fois la masse du Soleil.

## Les objets NGC de la nébuleuse de la Rosette
La nébuleuse de la Rosette est une pouponnière active d’étoiles relativement proche de nous. Comme ce complexe nuageux est très vaste et spectaculaire à observer, il n’est pas rare que plusieurs entrées du catalogue NGC s’y trouvent. La nébuleuse comprend ces entrées :
- NGC 2237 : la partie occidentale[1] de nébuleuse, bien que cette entrée soit utilisée comme dans cette page pour la nébuleuse entière. On attribue la découverte de NGC 2237 à Lewis Swift.
- NGC 2238 : une autre partie de la Rosette découverte par Albert Marth.
- NGC 2244 (=NGC 2239) : un très jeune amas ouvert d’étoiles dans la nébuleuse dont on attribue la découverte à John Flamsteed. L'âge de cet amas est d'environ 8 millions d'années[4]. Ce sont les radiations ultraviolettes des étoiles de cet amas qui ionisent l'hydrogène de la nébuleuse (région HII) et qui lui donnent sa teinte rouge.
- NGC 2246 : une autre région d’émission de la Rosette dont on attribue la découverte à Lewis Swift.

## Galerie

Différentes vues de la nébuleuse de la Rosette
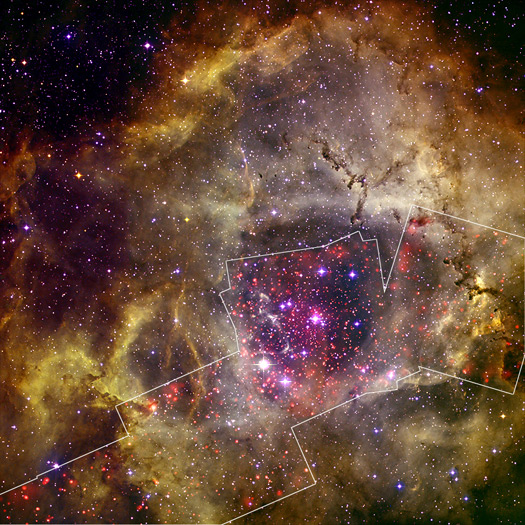
Image en lumière visible et en rayon X (en rouge) provenant de Chandra et de l'étude DSS.
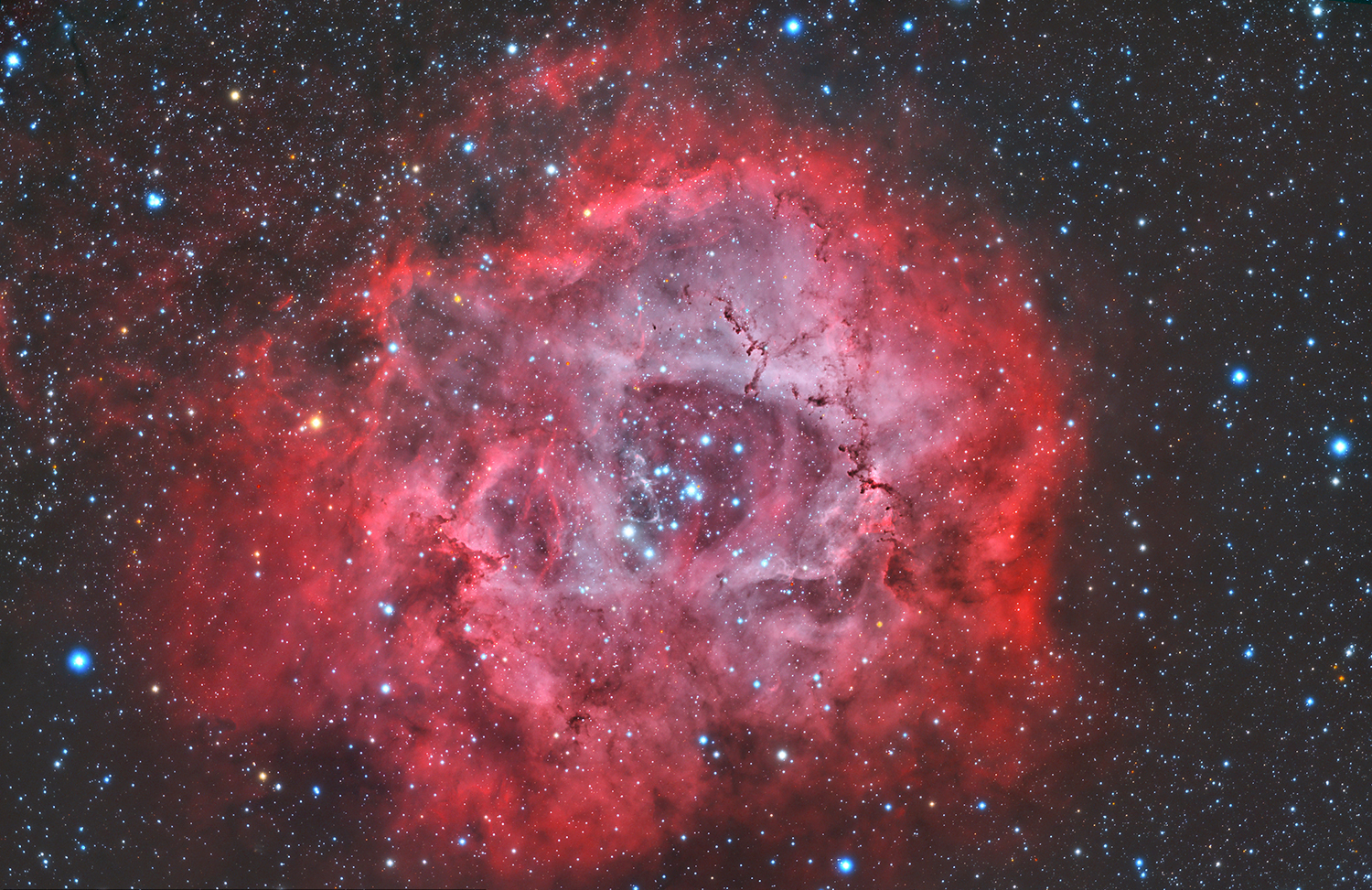
Nébuleuse de la Rosette avec filtre Ha-OIII-Hb and RGB  Astrodon  au foyer d'un télescope Takahashi TOA 130. Résultat du compositage de 42 heures (Antonio Ferretti & Attilio Bruzzone)
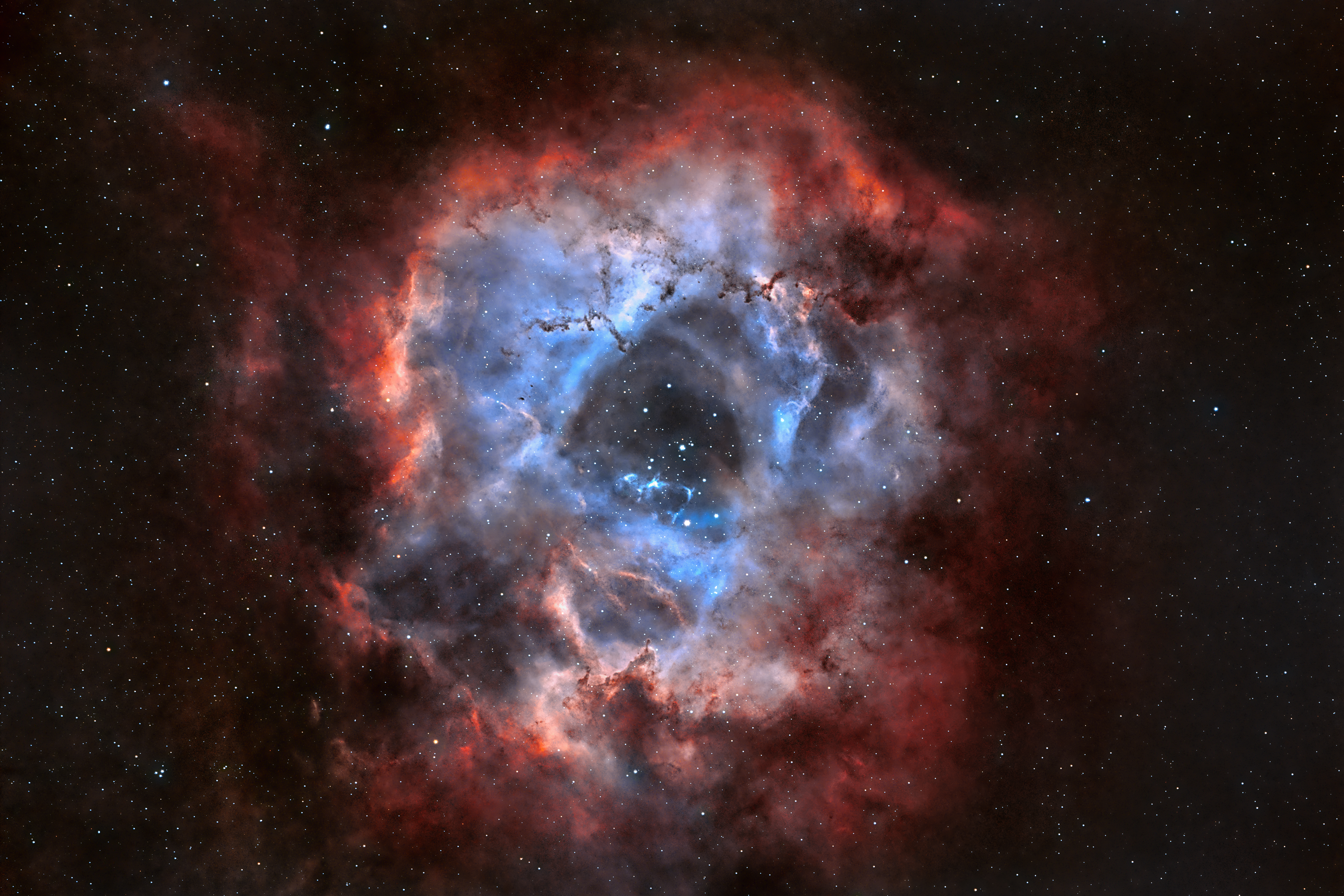
Nébuleuse de La Rosette palette couleur HOO en haute définition.
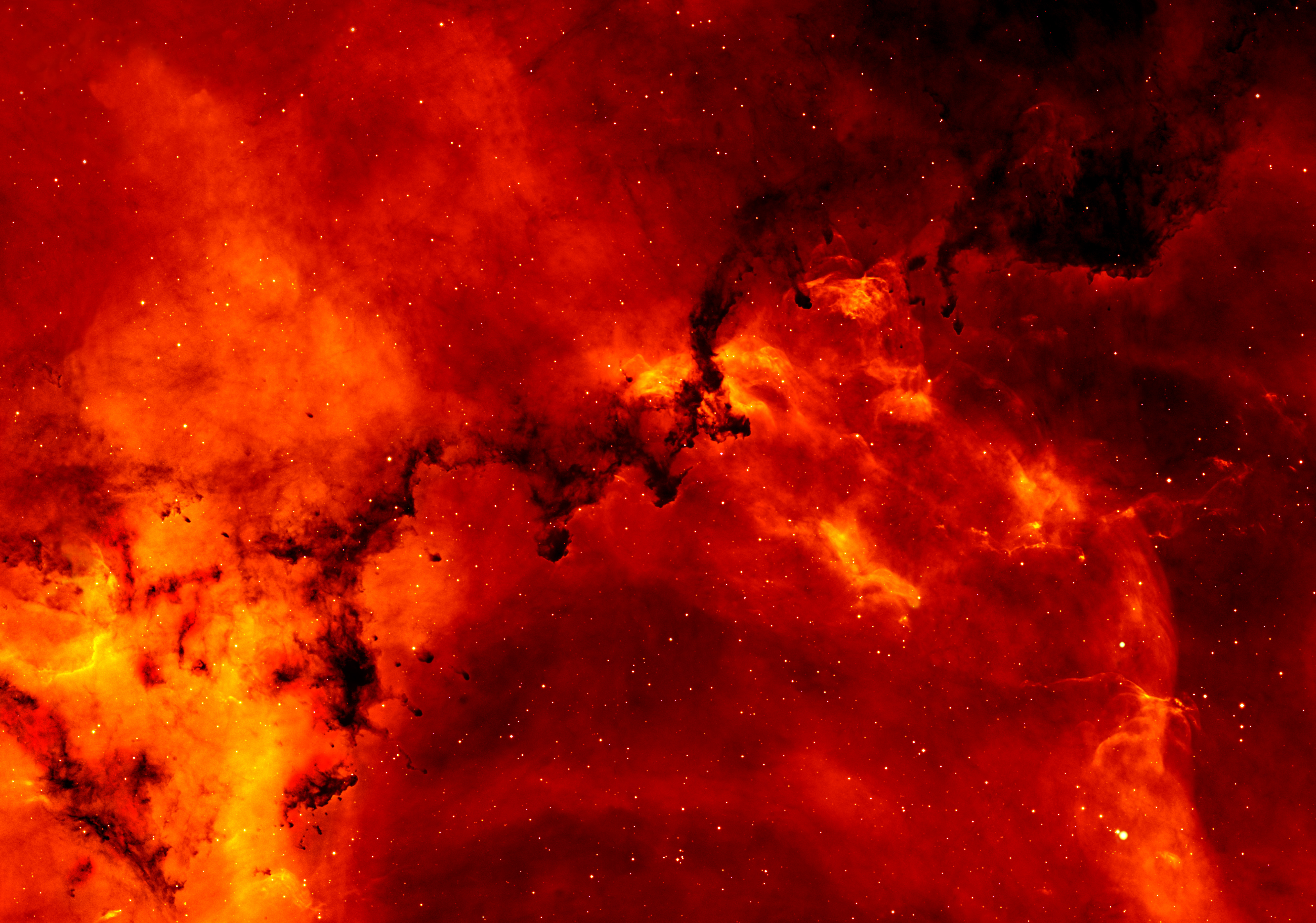
Vue rapprochée de la nébuleuse montrant un lacet obscur de poussière (Nick Wright, University College London).
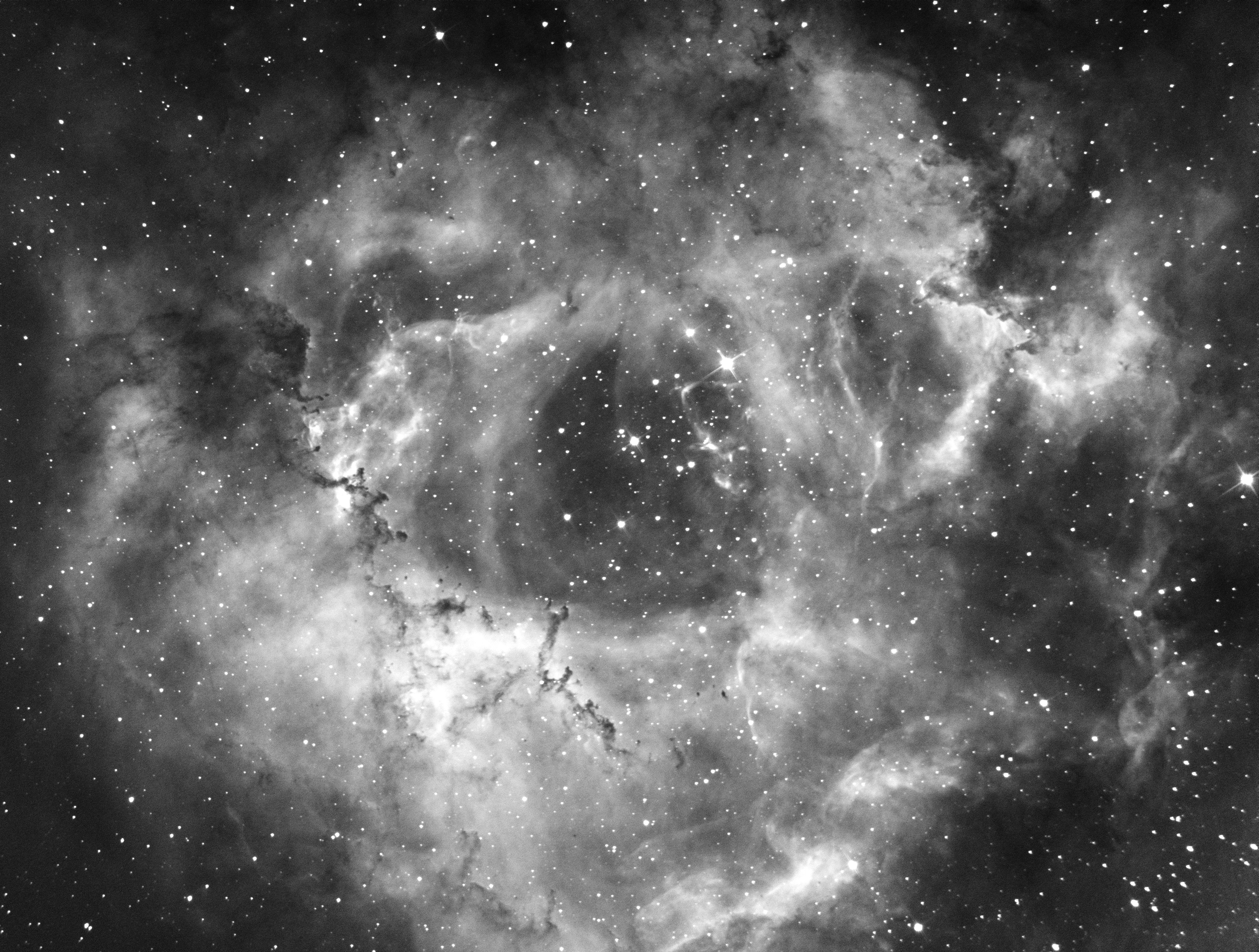
La Rosette captée avec un filtre H-alpha(Chuck Ayoub).
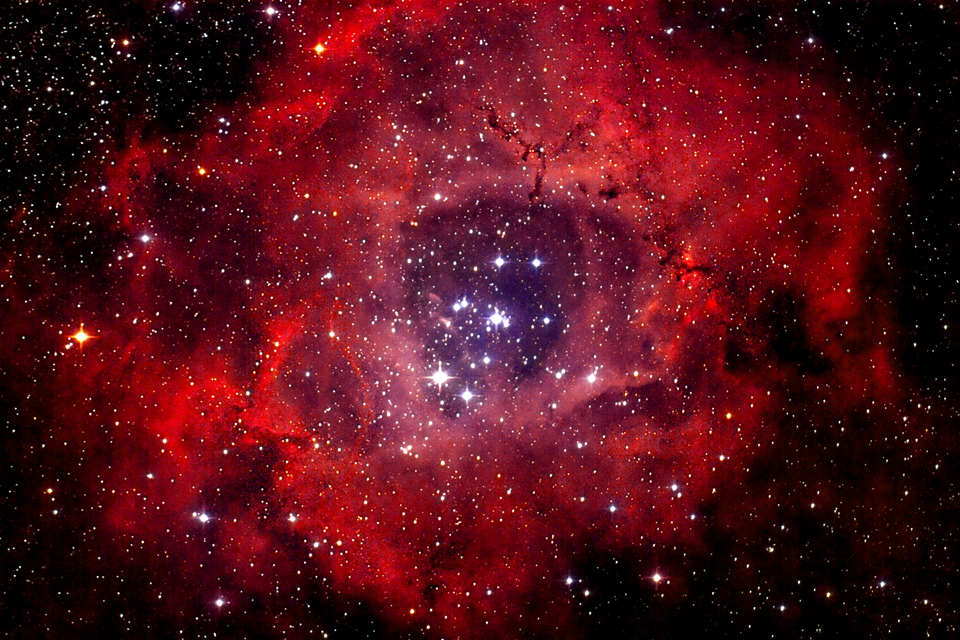
La nébuleuse de la Rosette dans toute sa splendeur par Andreas Fink.
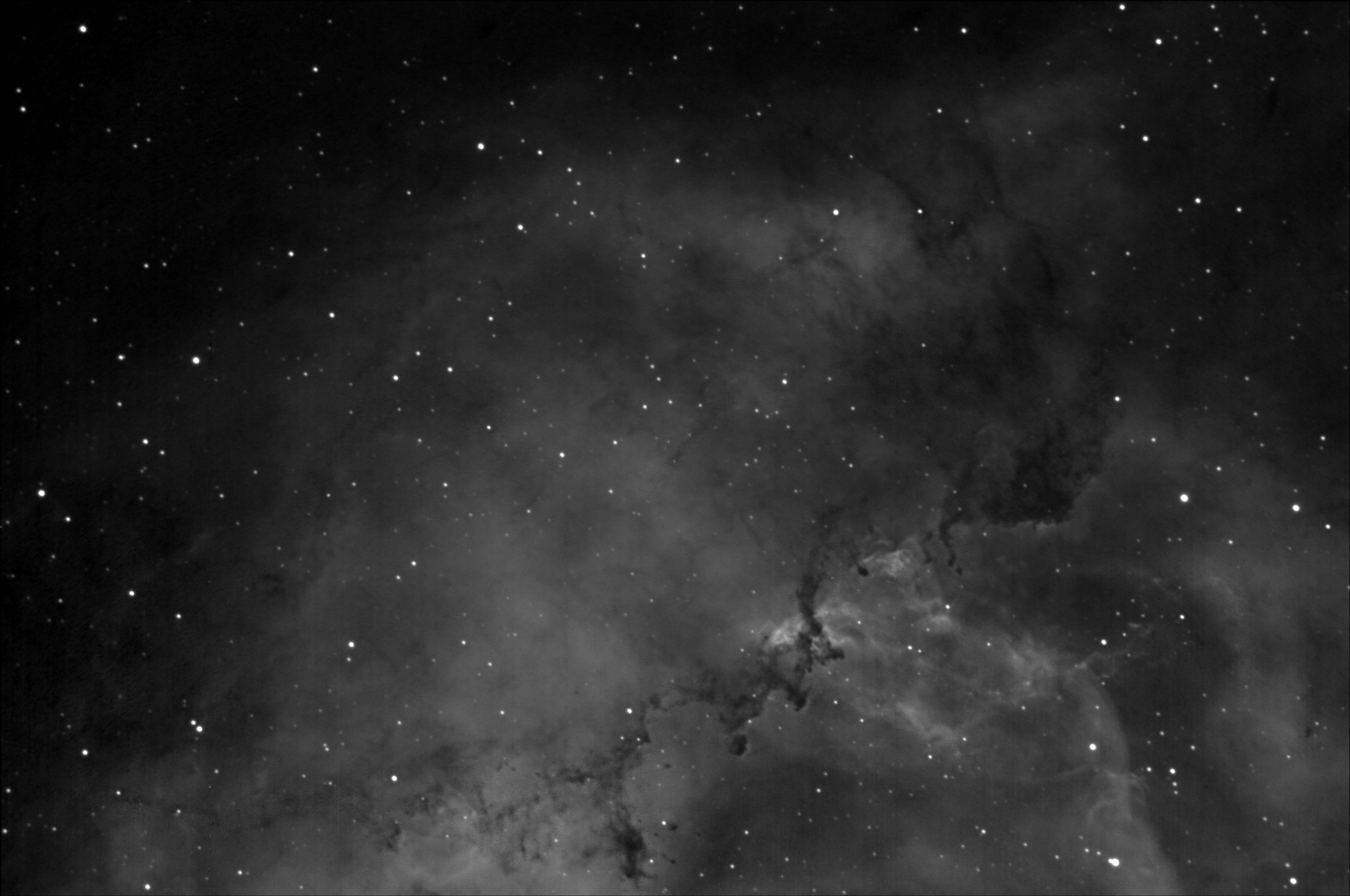
Nébuleuse de la Rosette avec filtre H alpha Astrodon et STL 11000 au foyer d'un télescope Ritchey Chrétien de 304 mm de diamètre (f/D = 8). Résultat du compositage de 11 poses de 15 minutes chacune (Gaillard Jérôme).
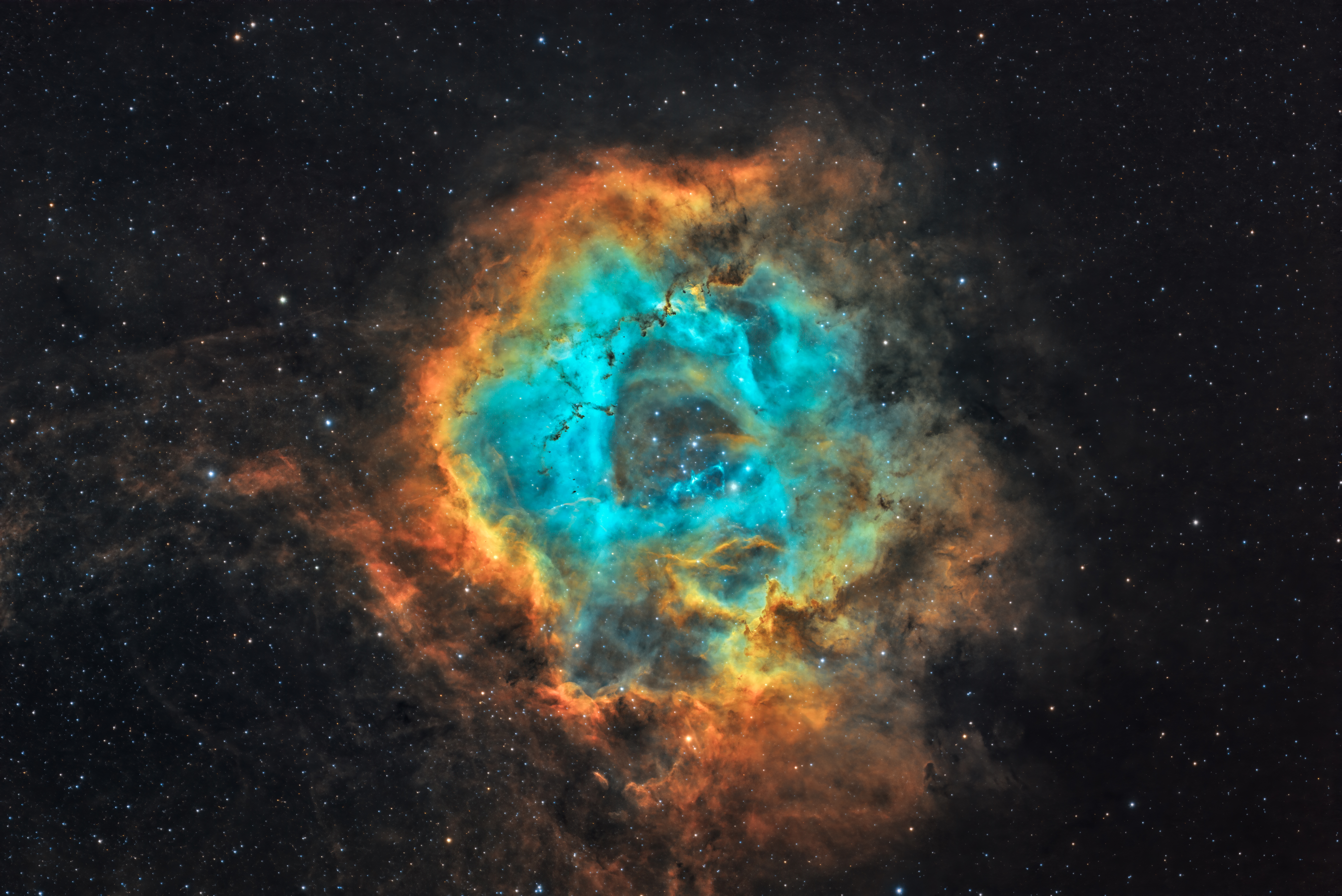
Nébuleuse de la Rosette en pallet de couleur classique Hubble  (Ha, SII and OIII) pour astronome amateur.
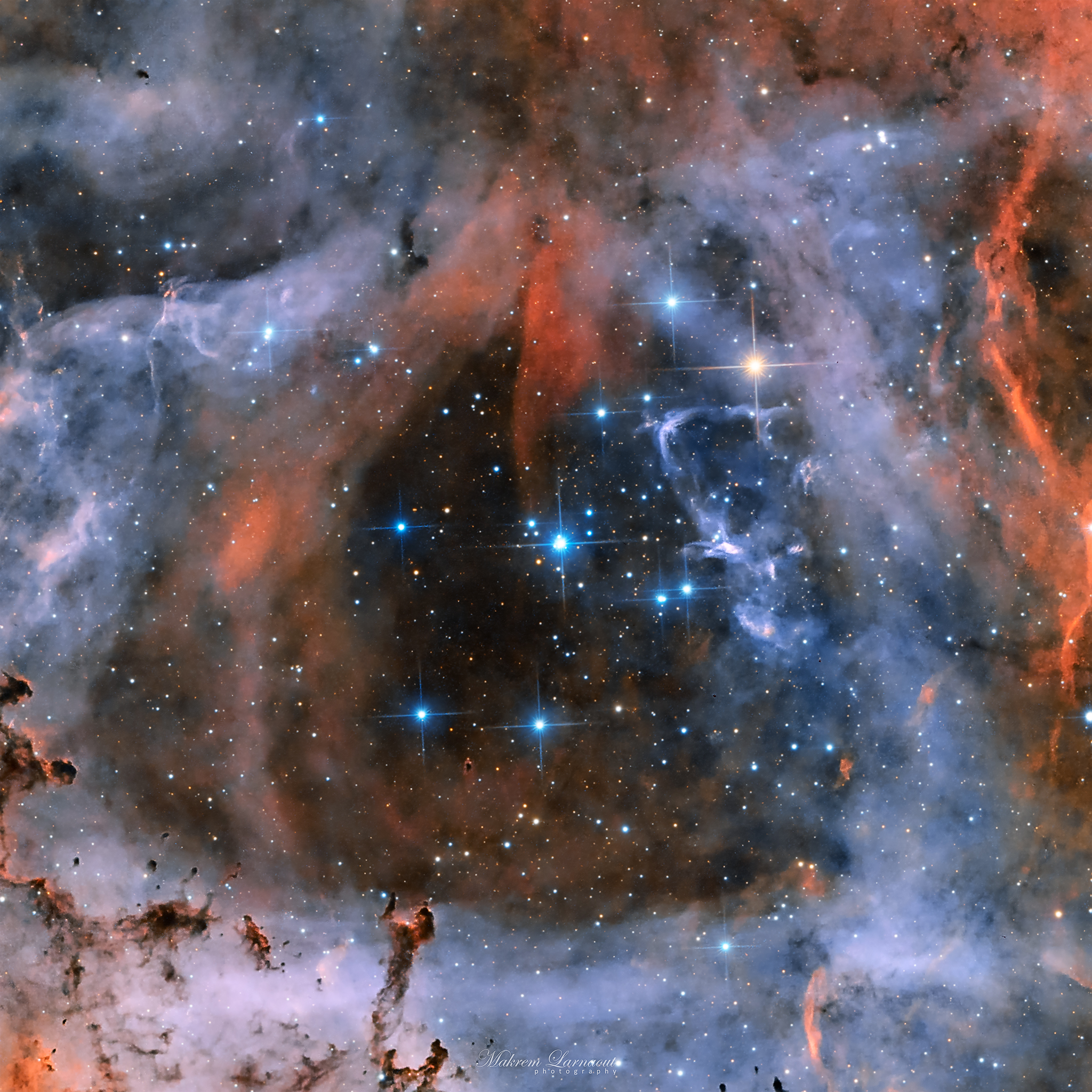
Version HORGB par Makrem Larnaout